# Olaf Schmäler
Olaf Schmäler (* 10. November 1969 in Lüneburg) ist ein ehemaliger deutscher Fußballspieler. Er ist der Zwillingsbruder des Bundesligaspielers Nils Schmäler.

## Spielerkarriere
Schmäler begann seine Karriere in der E-Jugend von SC Victoria Braunschweig. Mitte der 1980er Jahre entschloss er sich, Profispieler zu werden, und wechselte 1984 in die Jugend von Eintracht Braunschweig. Zu der Zeit wurde Schmäler auch in die diversen Jugendnationalmannschaften des DFB eingeladen.
1988 unterschrieb Schmäler seinen ersten Profivertrag beim VfB Stuttgart. Bis 1992 kam er beim Bundesligisten aufgrund diverser Verletzungen allerdings nur sporadisch zum Einsatz und wechselte dann zum SV Waldhof Mannheim in die zweite Liga. Dort konnte er sich jedoch auch nicht dauerhaft durchsetzen. 1995 wechselte er zum VfR Heilbronn. Dort beendete er 1996 seine aktive Karriere.
Größter Erfolg war das Erreichen der Endspiele um den UEFA-Pokal 1989 gegen SSC Neapel mit u. a. Diego Maradona. Im Rückspiel des Finales war ihm dabei sogar ein Treffer gelungen, das Tor zum 3:3-Endstand.

## Jugendtrainer
Nach Beendigung seiner Spielerkarriere arbeitete Schmäler als Jugendtrainer. Zunächst war er beim FV Dudenhofen und dann beim VfR Speyer tätig. Von 2004 bis 2007 arbeitete er als Jugendtrainer beim 1. FC Kaiserslautern. Heute ist er als Spielerberater bei BMS Sportconsulting tätig.